# Old Fashioned

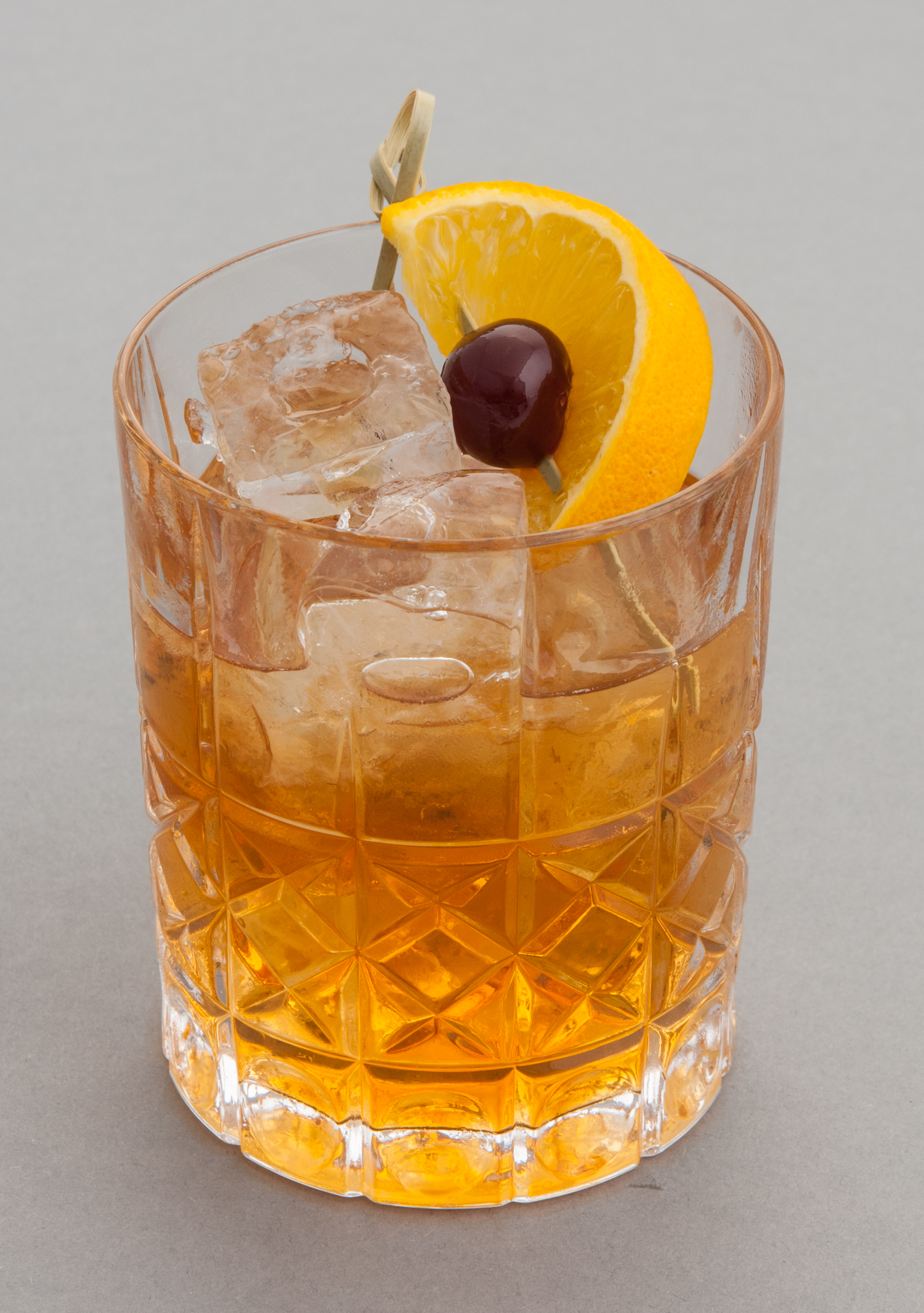
Een Old Fashioned in het gelijknamige glas, gegarneerd met sinaasappelschil en een kers.

De Old Fashioned is een cocktail op basis van whisky of bourbon. Deze wordt geserveerd in het gelijknamige Old Fashioned Glass. De Old Fashioned is een van de oudste cocktailrecepten die gedocumenteerd werd.

## Geschiedenis
Het eerste recept voor een van de voorlopers van de Old Fashioned werd reeds gepubliceerd in 1806. De naam was toen echter nog niet in gebruik. Hierna ontstonden meerdere varianten. De Old Fashioned zoals die nu bekend is werd mogelijk bedacht in een club in Louisville in Kentucky. Deze werd in 1884 geschonken ter ere van James E. Pepper. Pepper introduceerde de cocktail vervolgens in het Waldorf-Astoria Hotel in New York. Het is niet duidelijk of de cocktail vernoemd is naar het glas waarin deze geserveerd werd of dat met de benaming gewoon een traditionele cocktail werd bedoeld. De drank was vooral in jaren '50 populair. In Louisville wordt jaarlijks het twee weken durende festival Old Fashioned Fortnight gehouden.

## Culturele verwijzingen
De cocktail kende begin 21e eeuw een revival door de serie Mad Men waar de cocktail de favoriete drank was van het hoofdpersonage Don Draper. In het boek The Fine Art of Mixing Drinks door David Embury wordt de Old Fashioned genoemd als een van de zes cocktails die iedereen zou moeten kunnen maken.
In de filmkomedie It's a Mad, Mad, Mad, Mad World uit 1963 stort een vliegtuig bijna neer doordat de piloot een Old Fashioned gaat drinken terwijl hij een van de passagiers in de cockpit achterlaat. Deze scène werd weer nagedaan in een aflevering van Archer.
Make It Another Old-Fashioned, Please is een humoristisch lied van Cole Porter uit de Broadway-musical The Party's Over. Hierin besteld de hoofdpersoon meerdere Old Fashioneds om zijn zorgen te vergeten en vraagt de barkeeper om de kers weg te laten. Het lied is nadien door verschillende artiesten gecoverd.

## Samenstelling en bereiding
Men legt een suikerklontje in een Old Fashioned glas, doet er twee scheutjes Angostura bitters op en plet deze met een muddler. Daarna doet men er twee ijsblokjes bij en giet er 1 cl sodawater en 2,5 cl bourbon erover. Na 15 seconden roeren voegt men nogmaals 2,5 cl bourbon en twee ijsblokjes toe. Na roeren voegt men een gekonfijte
kers toe.
Ook werd de cocktail soms op volgende wijze gemaakt. Men mengt 7,5 cl bourbon met suikersiroop of een klontjes suiker in een glas. Daarna voegt men een viertal druppels Angostura bitter toe en roert heel zacht. Voeg een ijsblokje toe en roer opnieuw zacht om hem koud te krijgen. Men perst een schijfje sinaasappel uit in de drank en gebruikt de schil als garnering.

## Type glas
Een Old Fashioned wordt traditioneel geserveerd in een glas van het type Old Fashioned. Dit is een laag glas met een brede basis en een geslepen rasterpatroon aan de buitenkant. De brede basis maakt het mogelijk om de ingrediënten te stampen met een muddler. Het ontwerp stamt uit de late 18e of vroeg 19e eeuw en is van Engelse oorsprong. Het is niet duidelijk wanneer de term Old Fashioned glass in zwang raakte en of de cocktail naar het glas vernoemd is of andersom.
Wanneer de cocktail in een ongeslepen glas geserveerd wordt dan spreekt men van een lowball-glas.